# NSG2
NSG2 (англ. Neuronal vesicle trafficking associated 2) – білок, який кодується однойменним геном, розташованим у людей на короткому плечі 5-ї хромосоми.  Довжина поліпептидного ланцюга білка становить 171 амінокислот, а молекулярна маса — 19 085.
| 10         |  | 20         |  | 30         |  | 40         |  | 50         |
| ---------- |  | ---------- |  | ---------- |  | ---------- |  | ---------- |
| MVKLNSNPSE |  | KGTKPPSVED |  | GFQTVPLITP |  | LEVNHLQLPA |  | PEKVIVKTRT |
| EYQPEQKNKG |  | KFRVPKIAEF |  | TVTILVSLAL |  | AFLACIVFLV |  | VYKAFTYDHS |
| CPEGFVYKHK |  | RCIPASLDAY |  | YSSQDPNSRS |  | RFYTVISHYS |  | VAKQSTARAI |
| GPWLSAAAVI |  | HEPKPPKTQG |  | H          |  |            |  |            |

A: Аланін

C: Цистеїн

D: Аспарагінова кислота

E: Глутамінова кислота

F: Фенілаланін

G: Гліцин

H: Гістидин

I: Ізолейцин

K: Лізин

L: Лейцин

M: Метіонін

N: Аспарагін

P: Пролін

Q: Глутамін

R: Аргінін

S: Серин

T: Треонін

V: Валін

W: Триптофан

Локалізований у мембрані, цитоплазматичних везикулах, апараті гольджі, ендосомах.